# Geldungur
Geldungur  este o insulă nelocuită de origine vulcanică situată în arhipelagul Vestmannaeyjar din sudul Islandei. Are o suprafață de circa 0,02 km2.